# Ministerstwo Przemysłu i Handlu (II Rzeczpospolita)
Ministerstwo Przemysłu i Handlu – ministerstwo utworzone w listopadzie 1917, jako organ administracji centralnej, do którego kompetencji należała organizacja przemysłu, nadzór nad wykonywaniem i przestrzeganiem ustaw dotyczących przemysłu i handlu, ochrona wolnego handlu, sprawy górnictwa, miar i wag, sprawy towarzystw akcyjnych, spółek i stowarzyszeń, zarząd kolei i dróg wodnych. W sprawach o naruszenie interesu publicznego, na wniosek ministra Przemysłu i Handlu orzekał Sąd Kartelowy, w oparciu o prowadzony przez ministerstwo Rejestr Kartelowy.
5 grudnia 1923 przejęło też kompetencje Ministerstwa Poczt i Telegrafów, od stycznia 1924 do września 1926 nadzorowało działalność Generalnej Dyrekcji Poczt i Telegrafów.

## Struktura
Podlegały mu:
- Główny Urząd Miar
- Instytut Badania Koniunktur Gospodarczych i Cen
- Państwowy Instytut Eksportowy
- Państwowy Instytut Geologiczny
- Urząd Patentowy

## Ministrowie Przemysłu i Handlu II RP
- Jerzy Iwanowski 17 XI 1918 – 16 I 1919
- Kazimierz Hącia 16 I 1919 – 12 VIII 1919
- Ignacy Szczeniowski 12 VIII 1919 – 9 XII 1919
- Ignacy Szczeniowski 13 XII 1919 – 9 VI 1920
- Antoni Olszewski 23 VI 1920 – 26 VI 1920
- Wiesław Chrzanowski 26 VI 1920 – 24 VII 1920
- Wiesław Chrzanowski 24 VII 1920 – 26 XI 1920
- Stefan Przanowski 26 XI 1920 – 13 IX 1921
- Henryk Strasburger (kierownik) 19 IX 1921 – 5 III 1922
- Stefan Ossowski 10 III 1922 – 6 VI 1922
- Stefan Ossowski 28 VI 1922 – 31 VII 1922
- Henryk Strasburger (kierownik) 31 VII 1922 – 16 XII 1922
- Henryk Strasburger (kierownik) 16 XII 1922 – 13 I 1923
- Stefan Ossowski 13 I 1923 – 26 V 1923
- Władysław Kucharski 28 V 1923 – 1 IX 1923
- Marian Szydłowski 1 IX 1923 – 15 XII 1923
- Józef Kiedroń 17 XII 1923 – 16 V 1925
- Czesław Klarner 16 V 1925 – 13 XI 1925
- Stanisław Osiecki 20 XI 1925 – 5 V 1926
- Stanisław Osiecki 10 V 1926 – 15 V 1926
- Hipolit Gliwic 15 V 1926 – 8 VI 1926
- Eugeniusz Kwiatkowski 8 VI 1926 – 24 IX 1926
- Eugeniusz Kwiatkowski 27 IX 1926 – 30 IX 1926
- Eugeniusz Kwiatkowski 2 X 1926 – 27 VI 1928
- Eugeniusz Kwiatkowski 27 VI 1928 – 13 IV 1929
- Eugeniusz Kwiatkowski 14 IV 1929 – 29 XII 1929
- Eugeniusz Kwiatkowski 29 XII 1929 – 17 III 1930
- Eugeniusz Kwiatkowski 29 III 1930 – 23 VIII 1930
- Eugeniusz Kwiatkowski 25 VIII 1930 – 4 XII 1930
- Aleksander Prystor 4 XII 1930 – 26 V 1931
- Ferdynand Zarzycki 27 V 1931 – 9 V 1933
- Ferdynand Zarzycki 10 V 1933 – 13 V 1934
- Henryk Floyar-Rajchman 15 V 1934 – 28 III 1935
- Henryk Floyar-Rajchman 28 III 1935 – 12 X 1935
- Roman Górecki 13 X 1935 – 15 V 1936
- Antoni Roman 16 V 1936 – 30 IX 1939